# New Amsterdam (serie televisiva 2018)
New Amsterdam è una serie televisiva statunitense ideata da David Schulner e trasmessa sulla NBC dal 25 settembre 2018 al 17 gennaio 2023 ed ha come protagonisti Ryan Eggold, Freema Agyeman, Janet Montgomery, Jocko Sims, Tyler Labine e Anupam Kher. È basata sul libro Twelve Patients: Life and Death at Bellevue Hospital di Eric Manheimer.
In Italia la serie è andata in onda in prima serata su Canale 5 dal 2 dicembre 2018 al 5 luglio 2023.

## Trama
Il dottor Max Goodwin diventa direttore medico del New Amsterdam Medical Center di New York, definito come uno degli ospedali pubblici più grandi e vecchi degli Stati Uniti. L'obiettivo del nuovo direttore medico è riformare l'organizzazione trascurata dell'ospedale, stravolgendo la sua burocrazia, per fornire ai pazienti una migliore assistenza medica.
Il New Amsterdam Medical Center è fittizio: nella serie si dice che è stato fondato nel 1766 ed è insieme un ospedale, una scuola medica, un'infermeria penitenziaria e di supporto alla vicina sede centrale delle Nazioni Unite. In realtà è ispirato al Bellevue Hospital Center. Il personaggio del dottor Max Goodwin è ispirato a Eric Manheimer che ha raccontato l'esperienza di 15 anni come direttore medico del Bellevue nel libro Twelve Patients: Life and Death at Bellevue Hospital.

## Episodi
| Stagione         | Episodi | Prima TV USA | Prima TV Italia |
| ---------------- | ------- | ------------ | --------------- |
| Prima stagione   | 22      | 2018-2019    | 2018-2019       |
| Seconda stagione | 18      | 2019-2020    | 2020            |
| Terza stagione   | 14      | 2021         | 2021            |
| Quarta stagione  | 22      | 2021-2022    | 2022            |
| Quinta stagione  | 13      | 2022-2023    | 2023            |

## Personaggi e interpreti

### Personaggi principali
- Dottor Maximus "Max" Goodwin (stagioni 1-5), interpretato da Ryan Eggold, doppiato da Francesco Pezzulli[6]. Medico eccentrico, carismatico che spesso tralascia burocrazia e gerarchia per cercare di migliorare l'ospedale e di risolvere problemi sociali. Viene chiamato a dirigere l'ospedale New Amsterdam dove, quando era piccolo, è stato ricoverato insieme alla sorella Luna, poi morta a causa di un'infezione contratta nell'ospedale stesso. Sposato con Georgia e in attesa della prima figlia, la moglie, però, si è allontanata da lui per colpa dell'eccessivo lavoro in ospedale. Scopre di avere un tumore alla gola, da cui poi guarisce nella seconda stagione. Dopo la morte di sua moglie, continua a vederla e a dialogare con lei, fin quando decide che è il momento di dare spazio anche alle altre persone che ha intorno e che si preoccupano per lui, infatti intraprende una relazione con Helen che terminerà nel finale della quarta stagione. Nella terza stagione lo si vede cercare di prendersi cura della figlia Luna meglio possibile, nonostante il COVID-19 e altre problematiche.
- Dottoressa Helen Sharpe (stagioni 1-4, guest stagione 5), interpretata da Freema Agyeman, doppiata da Federica De Bortoli. Primaria del reparto di oncologia. È inizialmente più interessata alla carriera televisiva e a tenere convegni piuttosto che stare in ospedale a diretto contatto con i pazienti, ma in seguito comincerà a tralasciare il suo lato più mondano per dedicarsi alla cura dei suoi pazienti, seguendo i consigli di Max. Sarà il dottore di Max per la cura del suo cancro, nonché vicedirettore sanitario e inizierà proprio con quest'ultimo una relazione. Originaria di Londra ma con origini Iraniane, ha un complicato rapporto con la famiglia paterna.
- Dottoressa Lauren Bloom (stagioni 1-5), interpretata da Janet Montgomery, doppiata da Francesca Manicone[7]. Primario del pronto soccorso. Ricca di famiglia, ha una relazione complicata con la madre ex-alcolizzata e la sorella. Ha avuto una relazione segreta con il suo collega Floyd Reynolds. Si allontana dal New Amsterdam nella prima stagione per entrare in un programma di riabilitazione da tossicodipendenza, in particolare al farmaco che le fu prescritto a 12 anni per un deficit dell'attenzione. L'incidente avuto nel finale della prima le ha provocato gravi danni alla gamba, che guarirà nella seconda stagione. Nella terza stagione conoscerà Leyla, una dottoressa pachistana immigrata negli Stati Uniti, che prima aiuterà e di cui, successivamente, si innamorerà e con cui inizia una relazione.
- Dottor Floyd Reynolds (stagioni 1-5), interpretato da Jocko Sims, doppiato da Gabriele Sabatini. Primario del nuovo reparto di chirurgia cardio-toracica. Chiude la sua storia segreta con Lauren per incompatibilità etnico-culturale ed inizia una relazione con Evie. Alla fine della seconda stagione lascia il New Amsterdam Medical Center per trasferirsi a San Francisco, per stare insieme ad Evie. Nella terza stagione torna a NY per curare la madre diabetica, rompendo la relazione con Evie.
- Dottor Ignatius "Iggy" Frome (stagioni 1-5), interpretato da Tyler Labine, doppiato da Pasquale Anselmo. Primario del reparto di Psichiatria. È uno psichiatra che ama pensare fuori dagli schemi, ma che viene costantemente schiacciato dal sistema ospedaliero; ha problemi di controllo alimentare. Sposato con Martin, ha quattro figli presi in adozione. Suo fratello, Tod, è morto in Afghanistan.
- Dottor Vijay Kapoor (stagioni 1-2, guest 3), interpretato da Anupam Kher, doppiato da Ambrogio Colombo. Durante le prime due stagioni è primario di Neurologia. È un medico scrupoloso ed empatico. Vuole garantire le migliori cure per i suoi pazienti non solo dal punto di vista fisico, ma anche dal punto di vista mentale. Indiano, ha un figlio, Rohan, con cui ha pochi e non buoni rapporti. Stringe amicizia con Ella, che poi avrà una figlia con Rohan, rendendo Vijay nonno. Durante le prime puntate della terza stagione, Vijay è intubato a causa del COVID-19, che ha causato anche danni al cuore viene però salvato da Floyd.
- Dottoressa Elizabeth Wilder (stagioni 4-5), interpretata da Sandra Mae Frank. È il nuovo capo di oncologia.

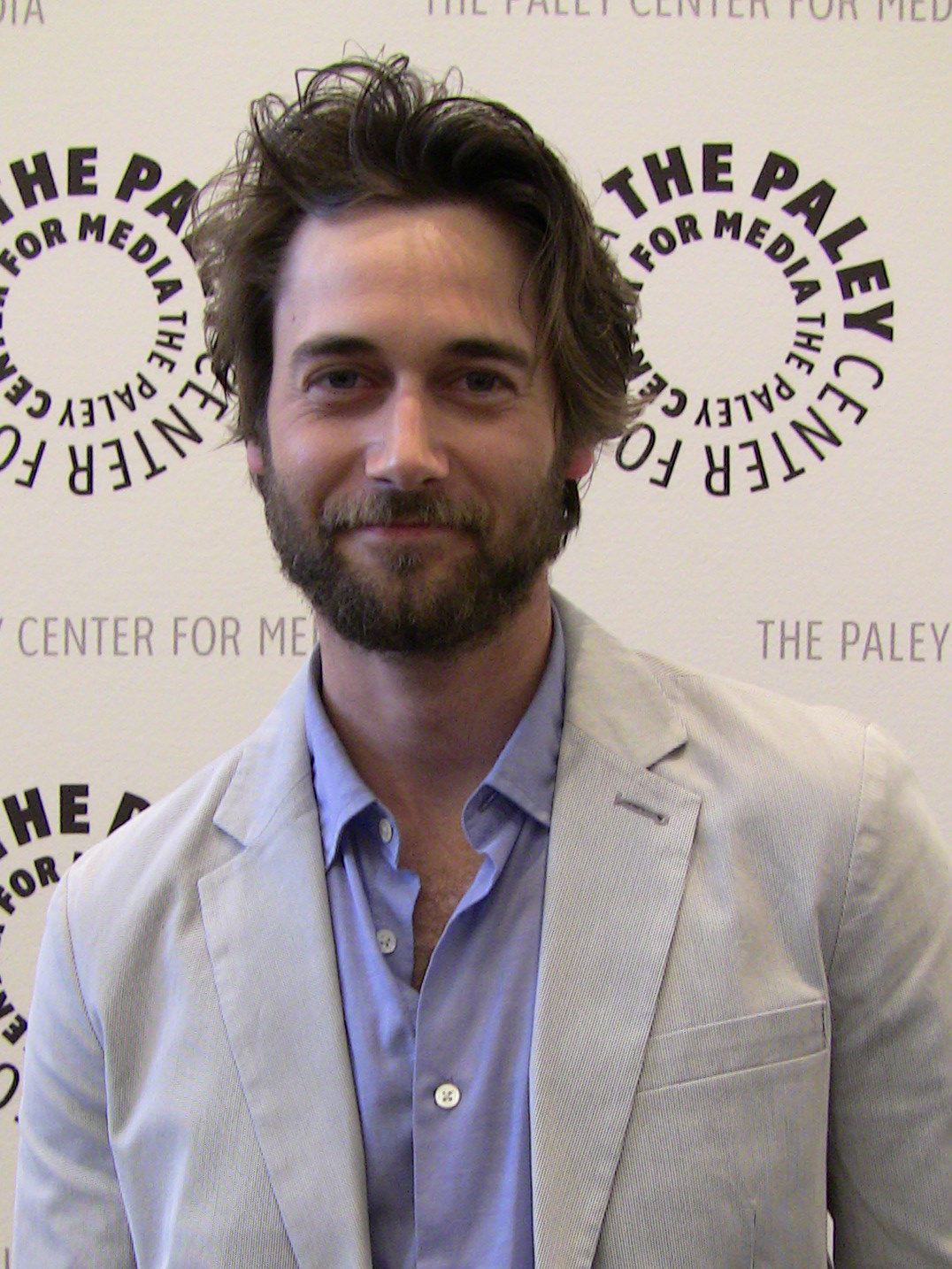
Ryan Eggold interpreta il Dottor Max Goodwin
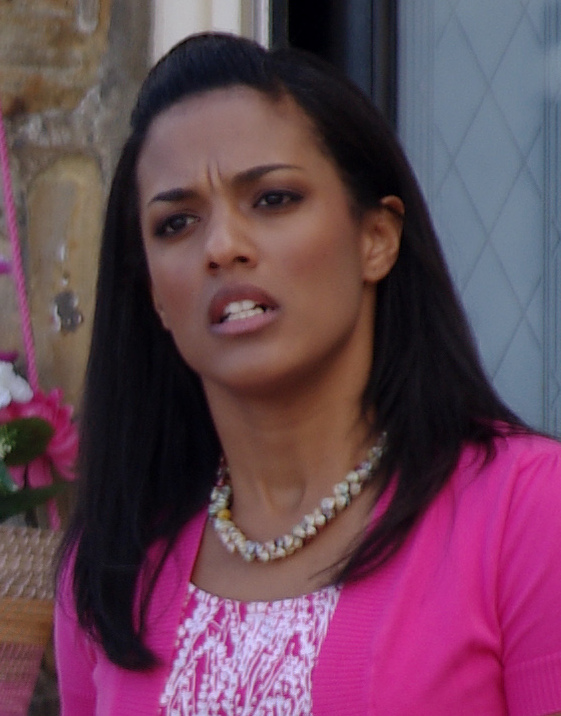
Freema Agyeman interpreta la Dottoressa Helen Sharpe
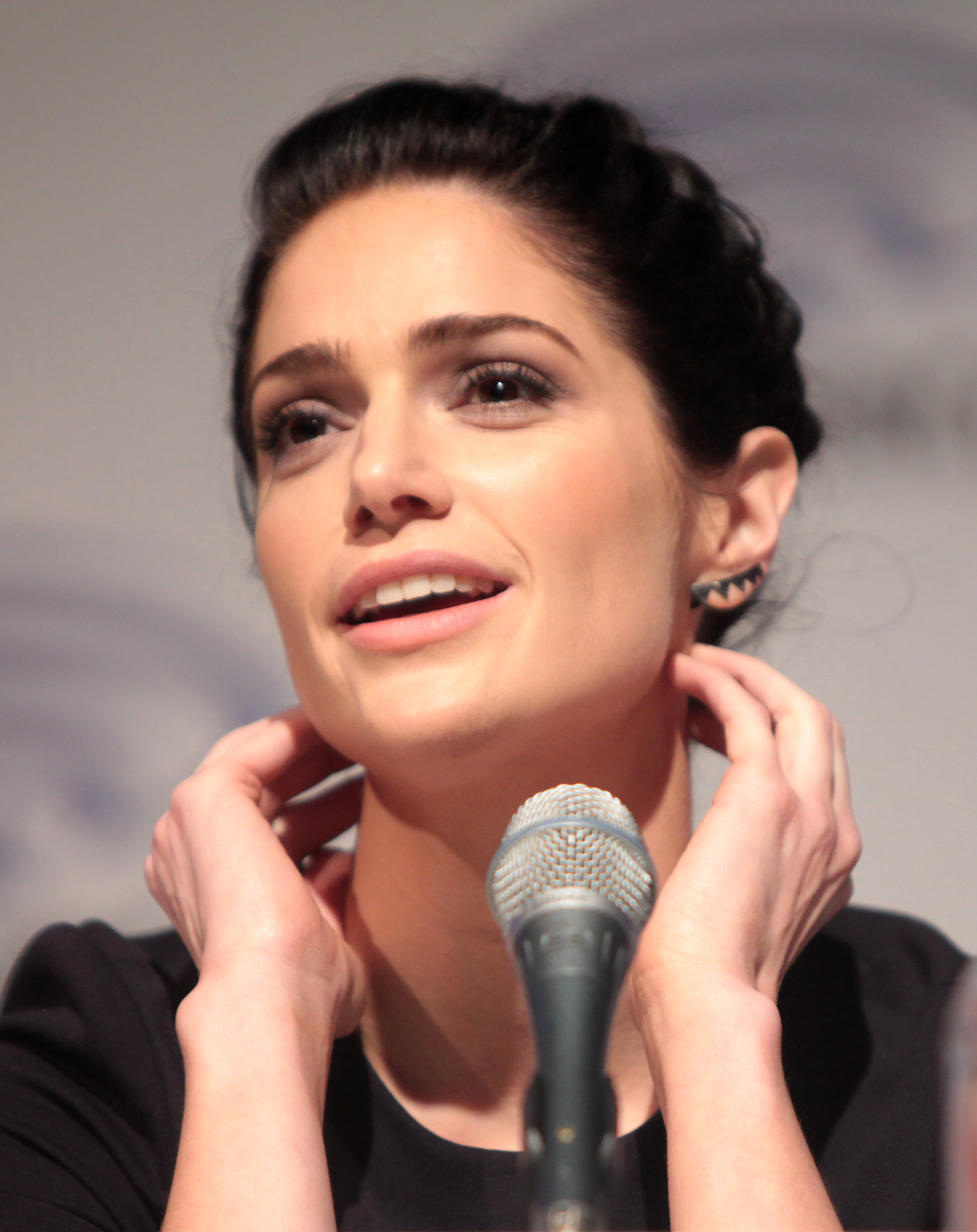
Janet Montgomery interpreta la Dottoressa Lauren Bloom
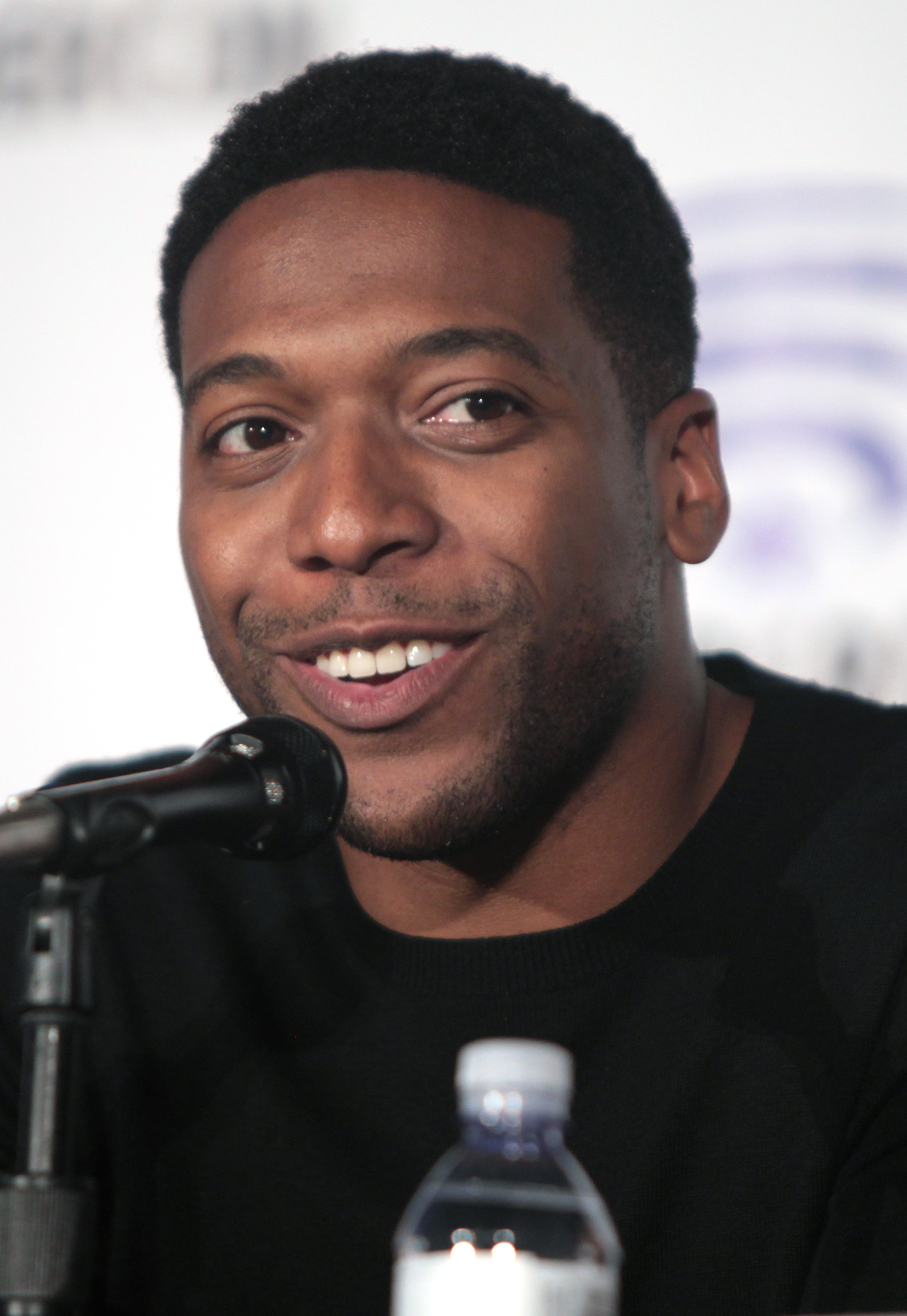
Jocko Sims interpreta il Dottor Floyd Reynolds
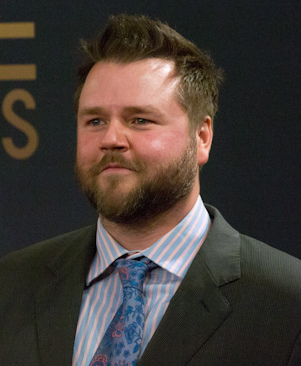
Tyler Labine interpreta il Dottor Ignatius "Iggy" Frome
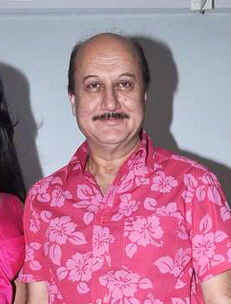
Anupam Kher interpreta il Dottor Vijay Kapoor

### Personaggi ricorrenti
- Casey Acosta (stagione 1-5), interpretato da Alejandro Hernandez. È un infermiere e capo sala del pronto soccorso. Ex militare, appassionato di storia della guerra fredda, stringe un forte legame con Lauren Bloom.
- Kai Brunstetter (stagioni 1-5), interpretato da Em Grosland. È un infermiere di pronto soccorso.
- Dottoressa Agnes Kao (stagioni 2-4), interpretata da Christine Chang, doppiata da Emanuela Damasio. È la capo-reparto a interim di neurologia dopo le dimissioni di Kapoor.
- Gladys (stagioni 1-5), interpretata da Megan Byrne. È la segretaria del Dottor Iggy Froome.
- Karen Brantley (stagioni 1-5), interpretata da Debra Monk, doppiata da Angiola Baggi. È la presidente del consiglio dell'ospedale, spesso in conflitto con le idee e i piani di Max Goodwin. Molto abile nel gestire i rapporti con i ricchi donatori del New Amsterdam, combatte contro una ditta farmaceutica che produce oppioidi, una delle droghe che causa più overdosi nei pazienti stessi che, iniziando a prenderlo come antidolorifico, ne diventano dipendenti.
- Kerry Whitaker, interpretato da Stacey Raymond. È un paramedico.
- Evie Garrison (stagioni 1-3), interpretata da Margot Bingham. È la fidanzata di Reynolds. Lavora nello studio legale dell'ospedale, per poi trasferirsi a San Francisco per lavoro.
- Ella (stagioni 1-3), interpretata da Dierdre Friel. Lavora in un bar dell'ospedale e ha una relazione con il figlio di Dottor Vijay Kapoor. Affetta da disturbo ossessivo-compulsivo, avrà una figlia, nipote del Dottor Vijay Kapoor.
- Mariana (stagioni 1-3), interpretata da Emma Ramos.
- Mark Walsh (stagione 1-5), interpretato da Matthew Jeffers. Medico del pronto soccorso.
- Dora, interpretata da Zabryna Guevara. È l'assistente di Max Goodwin, in seguito viene promossa in amministrazione.
- Leyla Shinwari (stagione 3-5), interpretata da Shiva Kalaiselvan. È un medico del New Amsterdam al pronto soccorso e fidanzata del primario del pronto soccorso Lauren Bloom.
- Georgia Goodwin (stagione 1-2), interpretata da Lisa O'Hare. È un'ex ballerina professionista. È la moglie di Max Goodwin ed è la madre di Luna.
- Moreland, interpretato da Michael Basile. È un paramedico.
- Dottor Martin Mclntyre (stagione 1-5), interpretato da Mike Doyle. È il marito del Dottor Iggy Frome che lavora da casa presso un terapista.
- Dottoressa Linda "Lyn" Malvo (stagione 3-4), interpretata da Frances Turner. È il nuovo capo del dipartimento di ostetricia/ginecologia che viene coinvolta in una relazione poliamorosa con Floyd e suo marito, Claude.
- Yasmin Turan (stagioni 1-5), interpretata da Olivia Khoshatefeh. Dottoressa del pronto soccorso.
- Dottoressa Diana Flores, interpretata da Keren Lugo.
- Dottoressa Camila Candelario (stagioni 1-2), interpretata da Nana Mensah.
- Luna Goodwin (stagione 3-5), interpretata da Nora & Opal Clow. È la figlia di Max e Georgia Goodwin.
- Paramedica Harvell, interpretata da Teresa Patel.
- Dottoressa Valentina Castro (stagione 2), interpretata da Ana Villafañe, doppiata da Stella Musy. È la collega di Helen Sharpe, diventa nella seconda stagione il nuovo primario di oncologia quando Sharpe perde il suo ruolo e prende anche in cura Max Goodwin. Lascia l'ospedale quando Helen scopre che falsifica i dati dei trial clinici.
- Aimee Kamoe (stagioni 2-5), interpretata da Jennifer Betit Yen. È un'infermiera.
- Dottoressa Veronica Fuentes (stagione 4), interpretata da Michelle Forbes.
- Dottor Zach Ligon (stagione 2), interpretato da JJ Feild. È un fisioterapista.
- Dottor Akash Panthaki (stagione 1), interpretato da Sendhil Ramamurthy.
- Peter Fulton (stagione 1), interpretato da Ron Rifkin. È il rettore del dipartimento di Medicina dell'università collegata all'ospedale e capo del consiglio di amministrazione dell'ospedale, nella prima stagione va in pensione.
- Dottor Cassian Shin (stagioni 2-3), interpretato da Daniel Dae Kim, doppiato da Gianni Bersanetti. È un chirurgo traumatologico.
- Rohan (stagioni 1-2), interpretato da Vandit Bhatt. È il figlio del Dottor Vijay Kapoor.
- Alice Healy (stagione 2), interpretata da Alison Luff.
- Millie Tamberlay (stagioni 1-3), interpretata da Michelle Federer.
- Jeanie Bloom (stagioni 2-5), interpretata da Gina Gershon. È la madre del primario del pronto soccorso Lauren Bloom.
- Ben Meyer (stagioni 4-5), interpretato da Conner Marx. Collabora con la Dottoressa Elizabeth Wilder.
- Dottor Claude Baptiste (stagioni 3-5), interpretato da André Blake. È il marito chirurgo cardiovascolare di Lyn ed ex capo della cardiochirurgia.
- Dottor Trevor Vaughn (stagioni 4-5), interpretato da Ryan Faucett. È uno psichiatra assunto dal dott. Iggy come suo specialista in salute comportamentale.

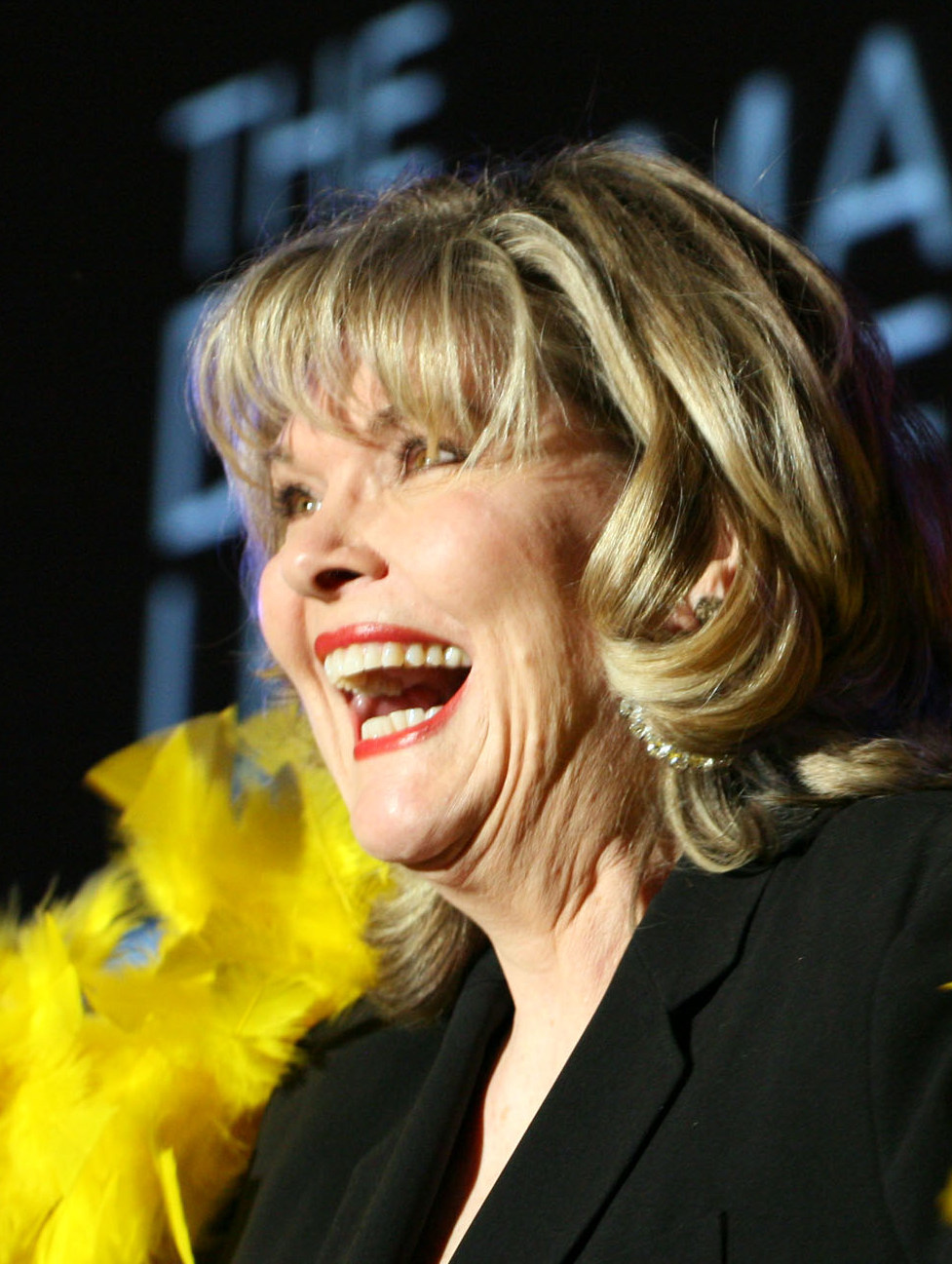
Debra Monk interpreta Karen Brantley
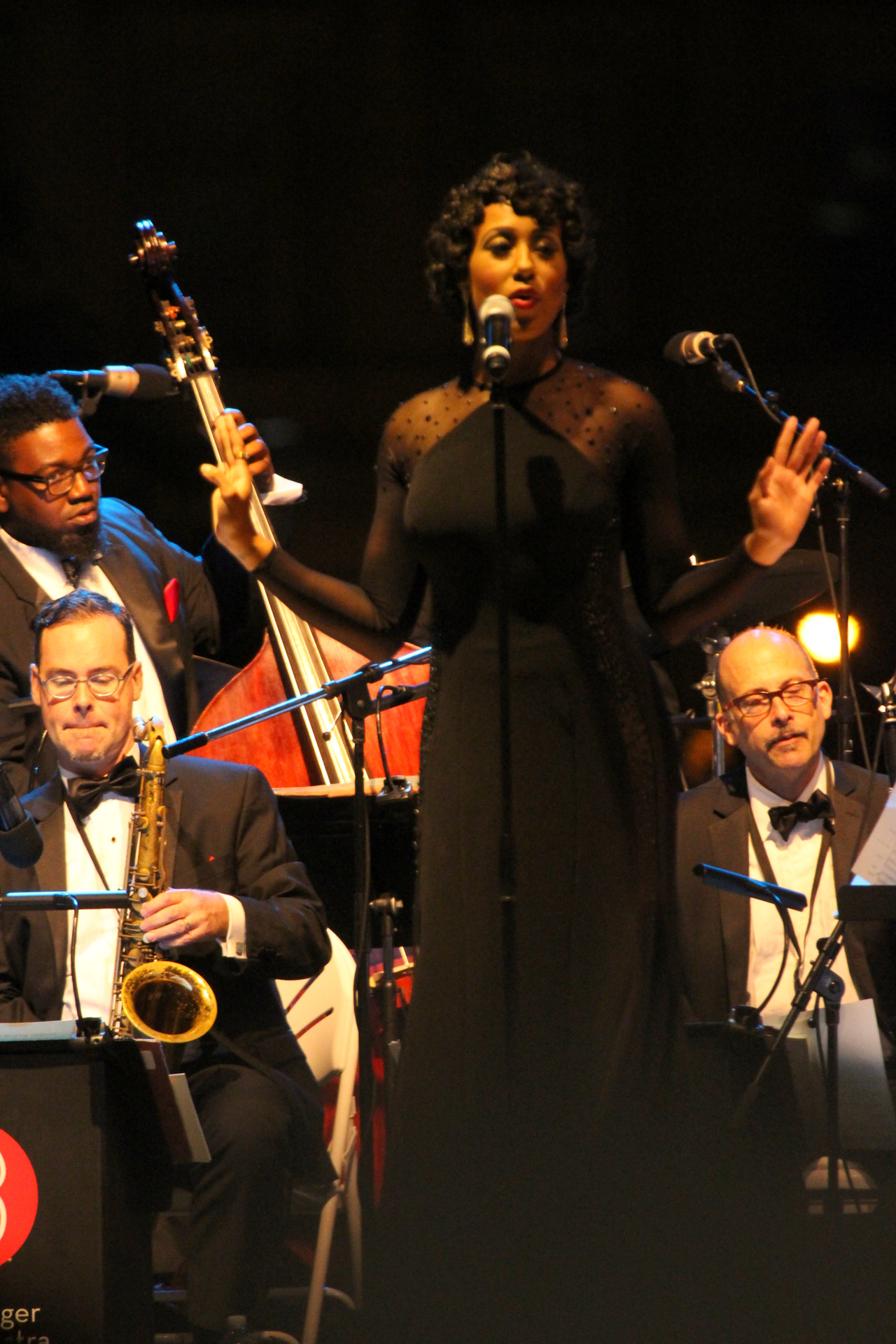
Margot Bingham interpreta Evie Garrison
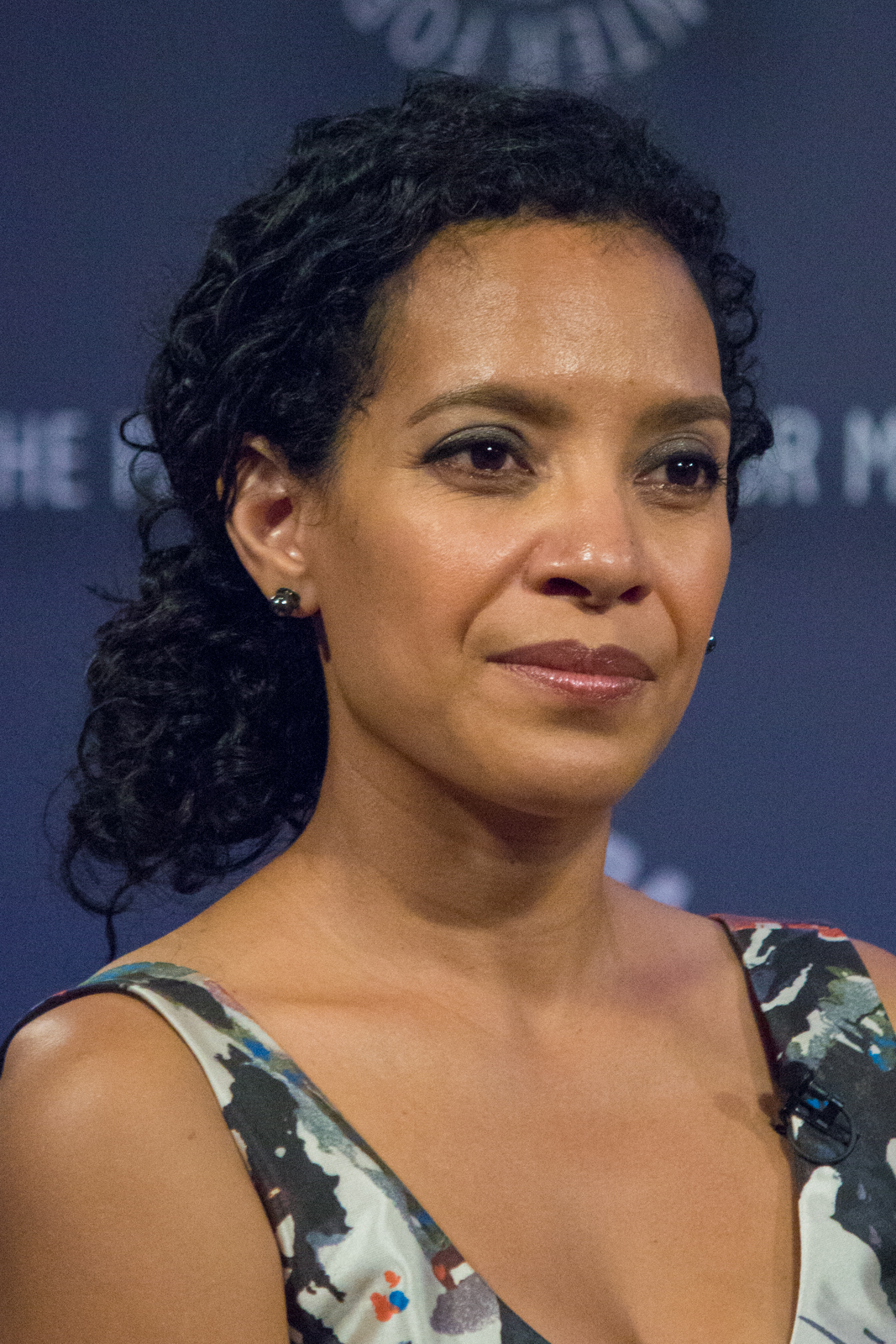
Zabryna Guevara interpreta Dora
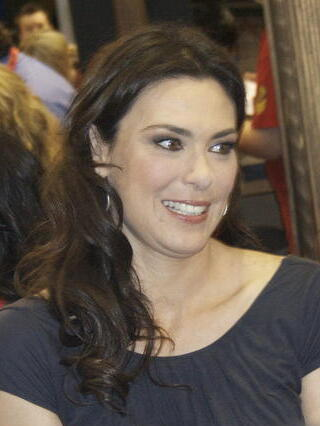
Michelle Forbes interpreta la Dottoressa Veronica Fuentes
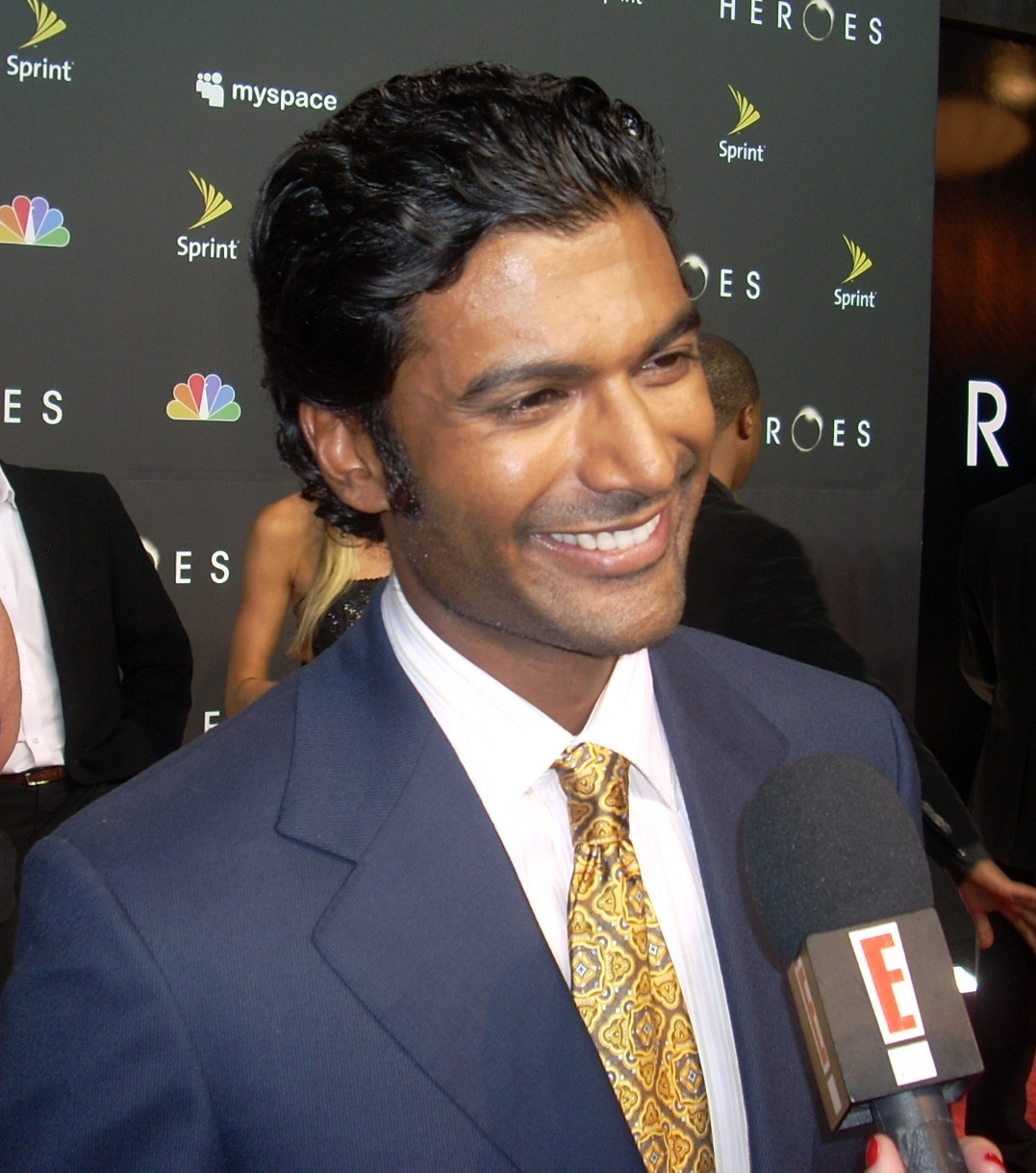
Sendhil Ramamurthy interpreta il Dottor Akash Panthaki
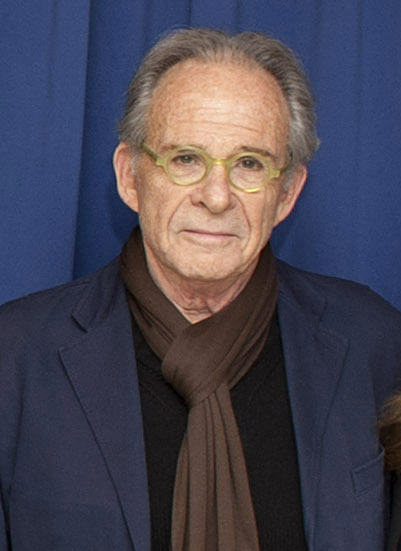
Ron Rifkin interpreta Peter Fulton
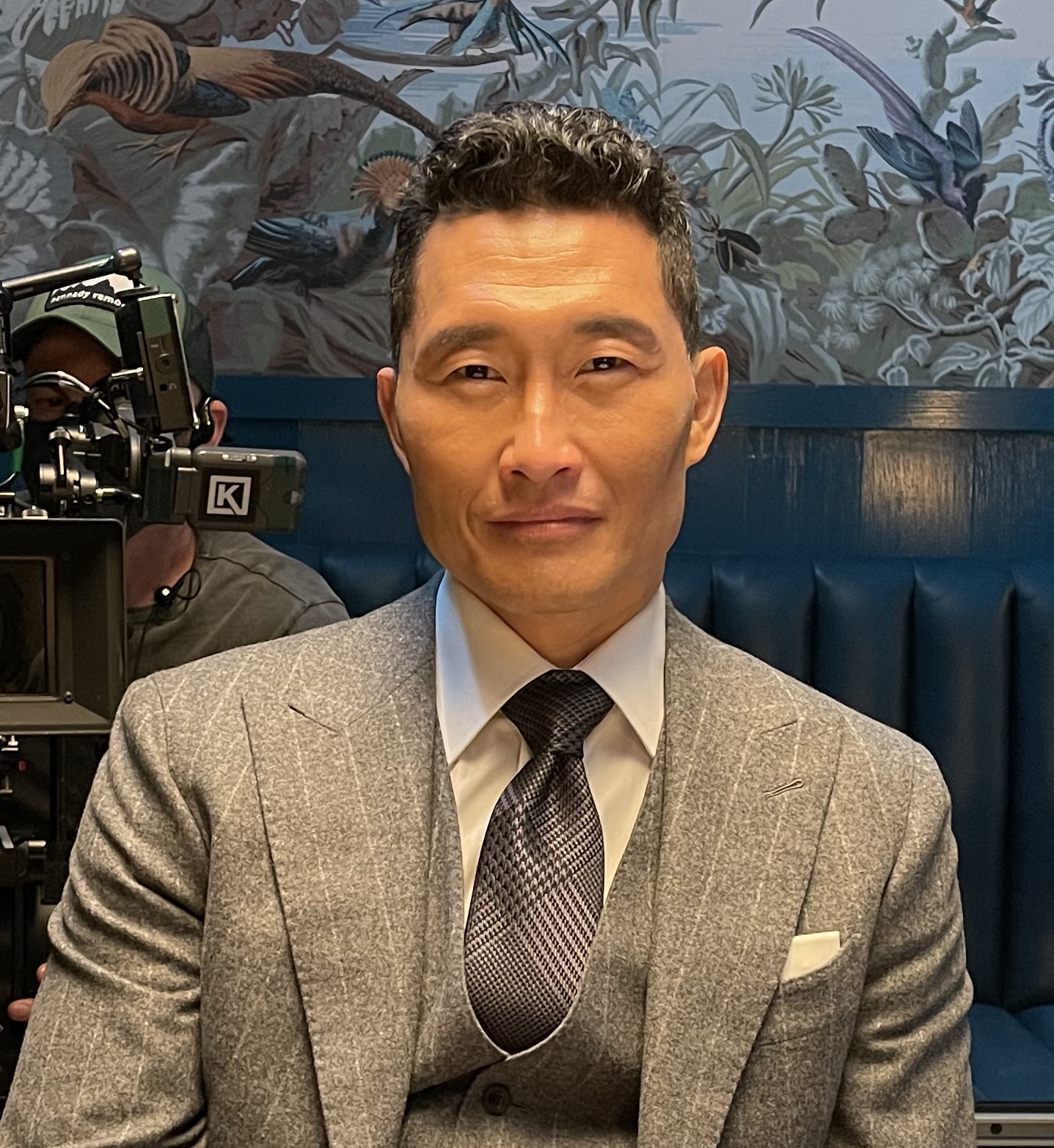
Daniel Dae Kim interpreta il Dottor Cassian Shin
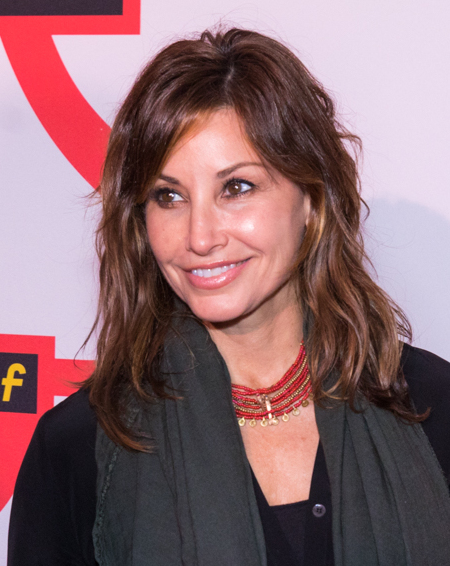
Gina Gershon interpreta Jeanie Bloom

## Produzione

### Sviluppo
Il 25 settembre 2017, venne annunciato che la NBC aveva commissionato alla produzione un episodio pilota, scritto da David Schulner, che è anche il produttore esecutivo insieme a Peter Horton. Eric Manheimer, ex direttore medico del Bellevue Hospital Center di New York, avrebbe dovuto fungere da produttore.
Il 12 gennaio del 2018, la rete aveva ordinato ufficialmente l'episodio, che doveva essere diretto da Horton, poi sostituito da Kate Dennis. Il 4 maggio 2018, fu annunciato che la NBC aveva ordinato una prima stagione di 13 episodi. Pochi giorni dopo, venne annunciato che la serie sarebbe stata trasmessa nell'autunno del 2018.
Il 10 ottobre 2018, NBC ha ordinato 9 script aggiuntivi, portando il numero degli episodi a 22. Il 4 febbraio 2019, viene rinnovata per una seconda stagione. L'11 gennaio 2020, la serie viene rinnovata dalla rete per altre tre stagioni, assicurandone l'arrivo almeno fino alla quinta stagione.

### Marketing
Il 13 maggio 2018, NBC rilasciò il trailer ufficiale della serie.

### Casting
Nel febbraio 2018, fu annunciato che Freema Agyeman, Anupam Kher, Janet Montgomery e Tyler Labine erano stati scelti per recitare nell'episodio pilota. Nel marzo 2018, venne annunciato che anche Ryan Eggold e Jocko Sims si erano uniti al cast principale. Il 26 settembre 2018, fu annunciato che Margot Bingham si era unita al cast in un ruolo ricorrente. Il 6 novembre fu annunciato da TVLine che dal 27 novembre anche Sendhil Ramamurthy si sarebbe visto dall'episodio 8 in quanto si era unito al cast principale.

### Anteprima
Il 22 giugno 2018, si è tenuta una proiezione della serie durante la Seriesfest, un festival televisivo internazionale annuale, al Lewis I. Sharp Auditorium del Denver Art Museum a Denver, in Colorado. La proiezione è stata seguita da una sessione di domande e risposte con Ryan Eggold e i produttori esecutivi David Schulner e Peter Horton. Fu moderato dall'editore esecutivo della costa occidentale di Vanity Fair, Krista Smith.

## Distribuzione

### Stati Uniti
In originale la serie è andata in onda sulla NBC dal 25 settembre 2018 al 17 gennaio 2023: la prima stagione, divisa in due parti, è stata trasmessa dal 25 settembre 2018 al 14 maggio 2019 (la prima parte della stagione è stata trasmessa dal 25 settembre al 27 novembre 2018; mentre la seconda parte della stagione è stata trasmessa dall'8 gennaio al 14 maggio 2019), la seconda stagione, anch'essa divisa in due parti, è stata trasmessa dal 24 settembre 2019 al 14 aprile 2020 (la prima parte della stagione è stata trasmessa dal 24 settembre al 19 novembre 2019; mentre la seconda parte della stagione è stata trasmessa dal 14 gennaio al 14 aprile 2020), la terza stagione è stata trasmessa dal 2 marzo all'8 giugno 2021, mentre la quarta stagione, anch’essa divisa in tre parti, è stata trasmessa dal 21 settembre 2021 al 24 maggio 2022 (la prima parte della stagione è stata trasmessa dal 21 settembre al 23 novembre 2021; la seconda parte della stagione è stata trasmessa dal 4 gennaio al 22 febbraio 2022; mentre la terza parte della stagione è stata trasmessa dal 19 aprile al 24 maggio 2022), mentre la quinta stagione è stata trasmessa dal 20 settembre 2022 al 17 gennaio 2023.
Composizione episodi
In originale la serie è composta da cinque stagioni di 89 episodi, ognuna delle quali ha una durata di 43 minuti circa: la prima stagione comprende i primi 22 episodi, la seconda stagione 18, la terza stagione 14, mentre la quarta stagione 22, mentre la quinta stagione i rimanenti 13.

### Italia
In Italia la serie, inizialmente prevista su Fox Life, è andata in onda in prima serata su Canale 5 dal 2 dicembre 2018 al 5 luglio 2023: la prima stagione, divisa in due parti, è stata trasmessa ogni domenica dal 2 dicembre 2018 al 2 giugno 2019 (la prima parte della stagione è stata trasmessa dal 2 dicembre al 23 dicembre 2018; mentre la seconda parte della stagione è stata trasmessa dal 5 maggio al 2 giugno 2019), la seconda stagione, anch’essa divisa in due parti, è stata trasmessa dal 14 gennaio al 24 giugno 2020 (la prima parte della stagione è stata trasmessa dal 14 al 28 gennaio 2020; mentre la seconda parte della stagione è stata trasmessa dal 4 al 24 giugno 2020), la terza stagione è stata trasmessa dal 1º al 29 giugno 2021, la quarta stagione è stata trasmessa dal 3 giugno al 15 luglio 2022, mentre la quinta stagione è stata trasmessa dal 7 giugno al 5 luglio 2023.

## Accoglienza

### Critica
La serie è stata accolta tiepidamente dalla critica. Sull'aggregatore di recensioni Rotten Tomatoes ha un indice di gradimento del 50%. 